# Kay Martin Schmalhausen Panizo

Wappen von Kay Martin Schmalhausen Panizo

Kay Martin Schmalhausen Panizo (* 27. Juli 1964 in Lima) ist ein peruanischer Ordensgeistlicher und emeritierter römisch-katholischer Prälat der Territorialprälatur Ayaviri.

## Leben
Kay Martin Schmalhausen ist der Sohn einer Peruanerin und eines Deutschen. Zwischen 1965 und 1975 lebte er in München. Nach seiner Rückkehr nach Peru besuchte er die Deutsch-Peruanische Schule „Alexander von Humboldt“. Schmalhausen trat 1983 der Ordensgemeinschaft des Sodalicio de Vida Cristiana bei und studierte Philosophie und Theologie in Lima. 1988 schloss er mit einem Bachelor der Theologie ab. Am 8. Mai 1989 wurde er in Medellín zum Diakon geweiht. Am 14. Dezember 1989 legte er die Profess ab und empfing zwei Tage später durch den Erzbischof von Medellín, Alfonso Kardinal López Trujillo, die Priesterweihe für das Bistum Callao. Am 28. Januar 2001 gewährte der Papst dem Sodalicio de Vida Cristiana das Recht zur Inkardination von eigenen Priestern. Anschließend wirkte Schmalhausen als Kaplan und war Direktor des Diözesanbüros für Kommunikation. Ab 2003 war er Professor für Ethik an der Universidad Católica Boliviana San Pablo in La Paz.
Papst Benedikt XVI. ernannte Kay Schmalhausen am 18. Februar 2006 zum Prälaten von Ayaviri. Die Bischofsweihe spendete ihm der Erzbischof von Lima, Juan Luis Kardinal Cipriani Thorne, am 23. April desselben Jahres; Mitkonsekratoren waren Rino Passigato, Apostolischer Nuntius in Peru, und José Antonio Eguren Anselmi SCV, Weihbischof in Lima.
2015 und 2016 wies Schmalhausen die Kurie mündlich und schriftlich auf den von führenden Mitgliedern des Sodalicio verübten sexuellen Missbrauch hin. Doch weder Kardinalstaatssekretär Pietro Parolin, noch José Rodríguez Carballo, der Sekretär der Kongregation für die Institute geweihten Lebens und für die Gesellschaften apostolischen Lebens, noch Kardinal Sean O’Malley, der Präsident der Kinderschutzkommission des Vatikans, reagierten nach Schmalhausens Angaben darauf. 2018 trat Schmalhausen aus dem Sodalicio aus.
Am 7. April 2021 nahm Papst Franziskus das von Kay Schmalhausen vorgebrachte Rücktrittsgesuch an. Für den Rücktritt wurden familiäre Gründe angegeben.
Am 17. Dezember 2024 machte Schmalhausen bekannt, dass er als Jugendlicher und junger Erwachsener von Vorgesetzten des Sodalicio sexuell missbraucht und misshandelt worden war. Am 18. Januar 2025 löste Papst Franziskus den Sodalicio per Dekret auf.

## Wahlspruch
Als bischöflichen Wahlspruch wählte Schmalhausen einen Vers aus dem Philipperbrief: Mihi enim vivere Christus est (lateinisch: „Denn für mich ist Christus das Leben“) (Phil 1,21 ).